# Jan Šebelka
Jan Šebelka (* 1951 in Děčín) ist ein tschechischer Journalist und Schriftsteller.

## Leben
Er studierte in Prag u. a. Dramaturgie und war danach in verschiedenen Berufen tätig, so als Erzieher und Internatsleiter, bevor er zwischen 1993 und 2000 als Journalist wirkte. Danach trat er als Schriftsteller in Erscheinung und publizierte 2001 gemeinsam mit der Astrologin Alena Kárníková sein erstes Buch, dem zahlreiche weitere folgten, die zum Teil auch ins Deutsche übersetzt wurden.

## Publikationen (Auswahl)
- Smrt podle Marka. 2002.
- Perpetuum mobile aneb Vládcové. 2003.
- Koktejlový úkrok Otýlie B. 2007.
- Byl jsem tobruckou krysou. 2. Aufl. 2008.
- Román pro Quida. 2010.
- Podivín, který okrášlil svět, aneb vzpomínání na Gustava Ginzela. Liberec 2015.
- mit anderen: „Gustav Ginzel: Globetrotter aus dem Misthaus“. Haus der deutsch-tschechischen Verständigung Jablonec nad Nisou / Rýnovice, 2021, ISBN 978-80-908039-3-0.
- mit anderen: „Gustav Ginzel: Ein Sonderling, der die Welt verschönerte“. Haus der deutsch-tschechischen Verständigung Jablonec nad Nisou / Rýnovice, 2020, ISBN 978-80-270-8032-8.
- (Hrsg.) Petra Laurin: „Wolfgang Domeyer & Koll.: Jizerka 8 (Klein Iser 8)“. Haus der deutsch-tschechischen Verständigung Jablonec nad Nisou / Rýnovice, 2022, ISBN 978-80-908039-6-1.